# Parafia Matki Boskiej Częstochowskiej i św. Kazimierza w Mońkach
Parafia pw. Matki Boskiej Częstochowskiej i św. Kazimierza w Mońkach – rzymskokatolicka parafia należąca do dekanatu Mońki, archidiecezji białostockiej, metropolii białostockiej. Erygowana w 1920 r.

## Historia
XX wiek
W roku 1916 rozpoczęto budowę plebanii, w której znalazła się również duża kaplica. Pracami kierował ks. Władysław Małynicz-Malicki. Budulec został zakupiony za kwotę 18 000 marek i pochodził z likwidowanych koszar carskich w Hornostajch. Ilość nabytych cegieł wystarczyła do wybudowania nie tylko kaplicy – plebanii, ale także została wykorzystana później do budowy kościoła. 
W roku 1920 założono cmentarz parafialny, który aktualnie zajmuje powierzchnię ok. 3,5 ha.
W dniu 9 lipca 1920 r. zebrali się księża z okolicznych parafii w celu zakreślenia terytorialnych granic nowej parafii. Polecił to bp wileński Jerzy Matulewicz. Nieobecny był dziekan białostocki, a obecnymi byli: 
- ks. Jan Wojdyłowicz – proboszcz z Goniądza, dziekan dekanatu knyszyńskiego,
- ks. Bolesław Tężyk – proboszcz Trzciannego,
- ks. Izydor Niedroślański  – proboszcz z Kalinówki Kościelnej,
- ks. Mieczysław Małynicz-Malicki
- ks. Aleksander Mioduszewski – wikariusz z Goniądza.

Od 1925 r. dalsze prace prowadził ks. Cyprian Łozowski. Projektantem świątyni był warszawski architekt profesor Stefan Szyller. W 1927 parafia liczyła 2542 parafian z tego 48 zamieszkiwało osadę (kościelno-kolejową) Mońki. Wybudowany kościół został konsekrowany przez abpa Romualda Jałbrzykowskiego metropolitę wileńskiego w dniu 13 czerwca 1931 r.
Po II wojnie światowej
W roku 1987 miała miejsce jedna z najważniejszych uroczystości w historii parafii było diecezjalne przyjęcie z diecezji łomżyńskiej kopii Obrazu Matki Boskiej Częstochowskiej peregrynującego po Polsce. W uroczystościach, które odbyły się w kościele parafialnym, wzięli udział: prymas Polski Józef Glemp, kardynał Henryk Gulbinowicz i 43 biskupów z całej Polski. W czasie liturgii padły słowa;
„Patronka sama tu przyszła w Swej kopii aby nawiedzić ten Swój kościół i wiernych tej parafii”.
Słowa nawiązywały do wieloletnich trudności z odbudową kościoła czynione przez ówczesne władze ponadto wybór miejsca uroczystości powitania obrazu nie był więc przypadkowy, ponieważ w Mońkach parafia i kościół są pod tym samym wezwaniem co nawiedzająca ją kopia z Częstochowy.
XXI wiek
Dnia 19 czerwca 2014 r. w Uroczystość Najświętszego Ciała i Krwi Chrystusa, abp Stanisław Szymecki uroczyście wprowadził nowego proboszcza – ks.kan Andrzeja Ziółkowskiego. Od tego dnia pełni tę funkcję.
Ks. kan. Andrzej Ziółkowski był proboszczem do 1 września 2017 r. Od 3 września 2017 r. tę funkcję objął Ks. Wojciech Wojtach, jednocześnie Dziekan dekanatu Monieckiego.
W dniu 29 października 2018 r. Metropolita białostocki ks. Abp Tadeusz Wojda przewodniczył Mszy św. w intencji misji w ramach Tygodnia Misyjnego „Pełni Ducha i posłani”. Było to także pierwsze spotkanie środowisk misyjnych i Rodziny Radia Maryja w Mońkach, które było transmitowane przez TV Trwam.

## Miejsca kultu
Kościół parafialny

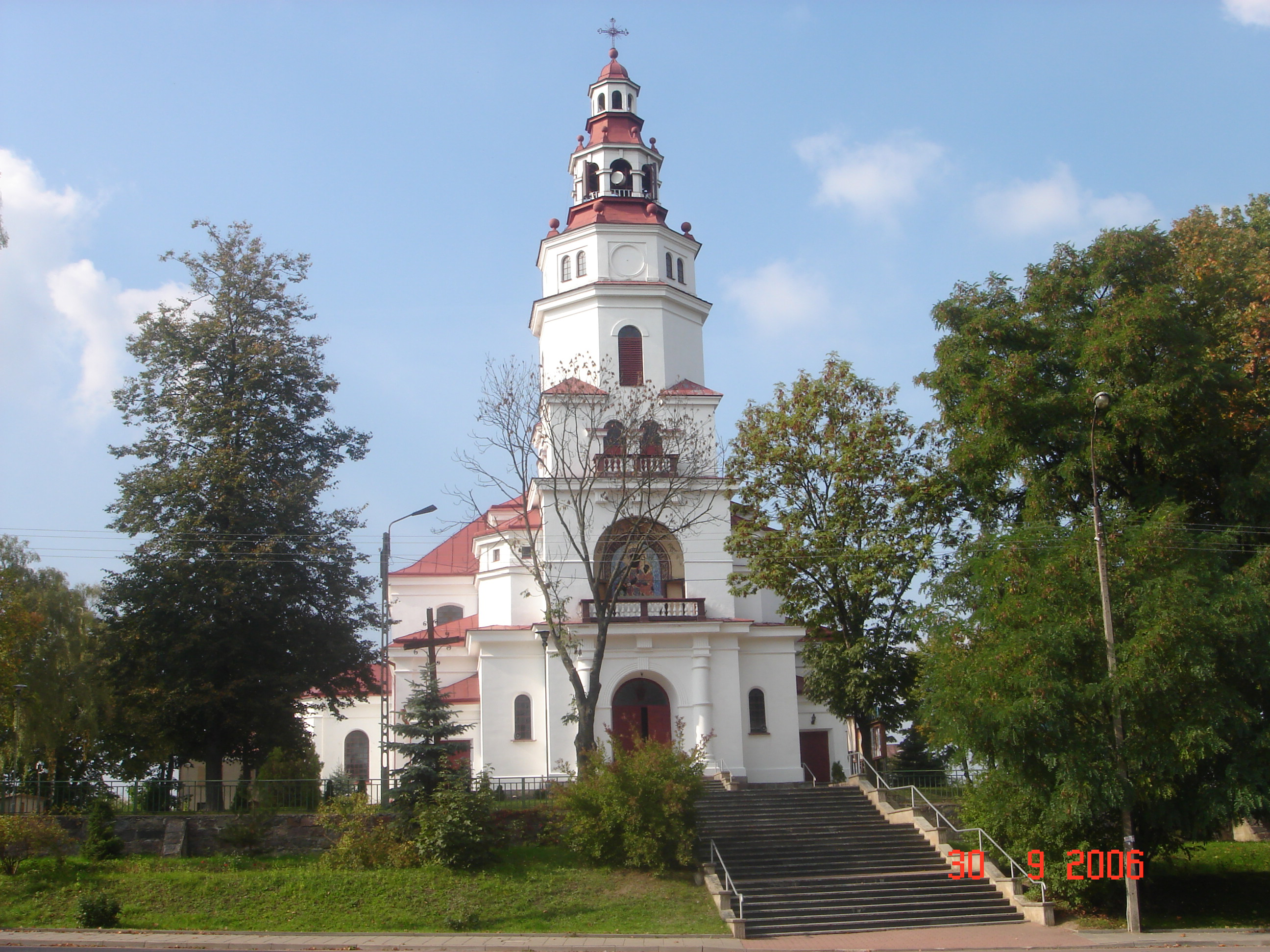
Kościół parafialny pw. MB Częstochowskiej i św. Kazimierza w Mońkach

Pod koniec II wojny światowej na terenach Podlasia w dniu 11 lipca 1944 r. wycofujące się wojska niemieckie zburzyły kościół. Zakaz ówczesnych władz PRL-u z roku 1948 uniemożliwiał odbudowę zniszczonego kościoła aż do roku 1957, dlatego też nabożeństwa odbywały się w rozbudowanej kaplicy pw. św. Kazimierza na plebanii. Po zakończonej odbudowie kościoła (mury) został on poświęcony w dniu 9 września 1960 r. Wykończenie (polichromia) wnętrza kościoła parafialnego trwało aż do roku 1966. 9 czerwca dokonano uroczystego odsłonięcia obrazu Matki Boskiej Częstochowskiej. Konsekracji odbudowanej świątyni dokonał bp Władysław Suszyński w dniu 12 czerwca 1966 r.
Kościoły filialne i kaplice
- Kaplica pw. św. Kazimierza przy plebanii w Mońkach (patron Polski i Litwy)
- Kaplica pw. św. Teresy od Dzieciątka Jezus w domu zakonnym w Mońkach

Cmentarz parafialny
W odległości 300 m od kościoła znajduje się cmentarz grzebalny założony w roku 1920 o powierzchni 2,0 ha, powiększony w 1976 do 3,5 ha. Na terenie Moniek położony jest również cmentarz komunalny w odległości 1 km od kościoła, o pow. 4 ha poświęcony i oddany do użytku w roku 1995.

## Proboszczowie
- ks. Mieczysław Małynicz-Malicki (1920–1923)
- ks. M. Żołudziewicz (1923–1925)
- ks. Cyprian Łozowski (1925–1935)
- ks. Józef Dowgiłło (1935–1958)
- ks. Stanisław Budnik (1958–1974)
- ks. kan. Kazimierz Wilczewski (1974–1994)
- ks. kan. Tadeusz Horosz (1995–2014)
- ks. kan. Andrzej Ziółkowski (2014–2017)
- ks. kan. Wojciech Wojtach (od 2017)

## Domy zakonne na terenie parafii
- Mońki, ul. Kościelna 1a – zgromadzenie Sióstr św. Teresy od Dzieciątka Jezus

## Zasięg parafii
W granicach parafii znajdują się miejscowości:

- Dzieżki (4 km),
- Dziękonie (5 km),
- Hornostaje (4 km),
- Koleśniki (4 km),
- Kołodzież (4 km),
- Konopczyn (4 km),
- Kuczyn (4 km),
- Łupichy (4,5 km),
- Magnusze (4 km),
- Moniuszeczki (4 km),
- Oliszki (3 km),
- Rusaki (5 km),
- Sobieski 4,(5 km),
- Świerzbienie (4 km),
- Zblutowo (3 km),
- Znoski (4 km).

oraz ulice Moniek
- Astronomiczna,
- Białostocka,
- Broniewskiego,
- Budnika,
- Dworcowa,
- Ełcka,
- Głowackiego,
- św. Kazimierza,
- Kochanowskiego,
- Kolbego,
- Kolejowa,
- Kopernika,
- Kosmiczna,
- Kościelna,
- Krótka,
- Leśna,
- Łąkowa,
- Magazynowa,
- Małynicza,
- Mickiewicza,
- Nowokościelna,
- Orzeszkowej,
- Planetarna,
- Polna,
- Raginisa,
- Reja,
- Sienkiewicza,
- Sikorskiego,
- Słowackiego,
- Spółdzielcza,
- Straży Pożarnej,
- Szkolna,
- Tysiąclecia,
- Wąska,
- Al. Wojska Polskiego,
- Wyszyńskiego,
- Wyzwolenia,
- Zdrojowa

## Zmiany administracyjne
Parafia została utworzona na bazie wsi leżących na styku parafii; św. Agnieszki w Goniądzu oraz św. Piotra i Pawła w Trzciannem. Nowo powstała parafia wówczas należała do dekanatu Knyszyn, archidiecezji wileńskiej.
Parafia powołana w roku 1920, została określona terytorialnie podczas zebrania księży z okolicznych parafii w dniu 9 lipca 1920 r.
Do powstałej parafii przyłączono wsie:
Sikory, Ciesze, Koleśniki, Pyzy,
z parafii w Goniądzu:

- Dzieżki,
- Ginie
- Hornostaje (ostateczne dopiero w 1931 r.),
- Krzeczkowo,
- Łupichy
- Mońki
- Oliszki,
- Potoczyzna,
- Świerzbienie
- Zblutowo

z parafii w Trzciannem:
- Dziękonie,
- Kołodzież,
- Konopczyn,
- Kuczyn,
- Magnusze,
- Rusaki,
- Moniuszeczki,
- Przytulanka,
- Znoski

z parafii w Downarach planowano włączyć wieś Rybaki, jednak bez skutku.
Dekretem z dnia 23 maja 1997 r., abp Stanisława Szymeckiego erygował nową parafię pw. św. brata Alberta Chmielowskiego w Mońkach z siedzibą przy ul. Wojska Polskiego.